# Sadashiv Amrapurkar
Sadashiv Amrapurkar (Marathi सदाशिव अमरापूरकर Sadāśiv Amarāpūrakar, eigentlich Ganesh Kumar Narwode; * 11. Mai 1950 in Ahmednagar, Bundesstaat Bombay; † 3. November 2014 in Mumbai, Maharashtra) war ein indischer Schauspieler. Er trat neben seiner Karriere als Theaterschauspieler in mehr als 200 Filmen und Fernsehserien, vornehmlich des Hindi-Films und des marathischen Films, auf.

## Leben
Sadashiv Amrapurkar begann seine Karriere auf der Theaterbühne, später führte er dort auch Regie. In Filmen verkörperte Amrapurkar oftmals die Rolle des Schurken, für die er mit dem Filmfare Award nominiert und ausgezeichnet wurde. Nach dem Jahr 2000 spielte er kaum noch eine Rolle in den großen Hindi-Bollywood-Filmen und widmete sich wieder mehr den Marathi-Filmen.
Amrapurkar starb im Alter von 64 Jahren an einer Lungenentzündung im Kokilaben Dhirubhai Ambani Hospital (KDAH) in Mumbai. Er hinterließ seine Ehefrau Sunanda Amrapurkar, die er während seiner Highschoolzeit kennengelernt hatte und 1973 heiratete, sowie drei Töchter, darunter die Regisseurin Reema Amrapurkar.

## Filmografie (Auswahl)
- 1979: 22 June 1897
- 1983: Ardh Satya
- 1985: Aakhri Raasta
- 1985: Nasoor
- 1988: Kaal Chakra
- 1988: Bharat Ek Khoj (Fernsehserie)
- 1990: Dushman
- 1990: Veeru Dada
- 1991: Sadak
- 1991: Inspector Dhanush
- 1992: Police Officer
- 1993: Aankhen
- 1994: Mohra
- 1995: Oh Darling Yeh Hai India
- 1995: Coolie No. 1
- 1995: Doghi
- 1996: Aurat Aurat Aurat
- 1997: Gupt: The Hidden Truth
- 1997: Ishq
- 1999: Jaanam Samjha Karo
- 1999: Trishakti
- 1999: Hum Saath-Saath Hain: We Stand United
- 2000: Yeh Raat
- 2001: Dil Ne Phir Yaad Kiya
- 2002: Vastupurush
- 2002: Tumko Na Bhool Paayenge
- 2002: Devi Ahilya Bai
- 2002: Rishtey
- 2004: Savarkhed: Ek Gaav
- 2004: Ek Se Badhkar Ek
- 2005: Koi Mere Dil Mein Hai
- 2005: Khullam Khulla Pyaar Karen
- 2007: Dosh
- 2008: Kadachit
- 2013: Aatma
- 2013: Hou De Jarasa Ushir
- 2013: Bombay Talkies

## Auszeichnungen
Filmfare Awards
- 1984: Bester Nebendarsteller in Ardh Satya
- 1991: Bester Schurke in Sadak